# Lovrečica
Lovrečica (italsky San Lorenzo) je malá vesnice a přímořské letovisko v Chorvatsku v Istrijské župě, spadající pod opčinu města Umag. Nachází se asi 5 km jihovýchodně od Umagu. V roce 2011 zde žilo 176 stálých obyvatel, což je nárůst oproti roku 2001, kdy zde žilo 154 obyvatel v 57 domech.
Sousedními vesnicemi jsou Brtonigla, Juricani, Karigador, Križine a Radini.